# یشیل‌یورت (بایبورد)
یشیل‌یورت (به ترکی استانبولی: Yeşilyurt) یک منطقهٔ مسکونی در ترکیه است که در بایبورد واقع شده‌است. یشیل‌یورت ۴۸۱ نفر جمعیت دارد.